# Henriette Aymer de la Chevalerie
Henriette Aymer de la Chevalerie (Saint-Georges-de-Noisné, Franciaország, 1767. augusztus 11. – Párizs, 1834. november 23.): rendalapítónő.

## Élete
Poitiers-ben a Szent Kereszt kolostorban nevelkedett. 1778. október 20-tól máltai kanonoknő. A Nagy Francia forradalom alatt egy üldözött papot befogadtak, azért édesanyjával együtt 1793. október. 22. és 1794. szeptember. 11 között börtönben volt. 1795-ben belépett a fiatal nők Szent Szív Társaságába, akik titokban támogatták az államesküt megtagadó papokat. A társaság lelkiatyja, Pierre Marie Joseph Coudrin (1768-1837) napi egyórás szentségimádást írt elő, amit Henriett kevésnek talált. 1800 karácsonyán mindketten fogadalmat tettek Jézus és Mária Szent Szíve tiszteletének terjesztésére. 1802-ben Mende-ben és Lozére-ben nyitottak rendházat. 1805-ben Henrietta Párizsba, a Picpus utcába költözött, s megszervezte a Jézus és Mária Szent Szíve és az Örökimádás kongregációjának anyaházát (másik nevén Picpus Társaság). 
1926-ban elindították boldoggá avatását.